# 제이미 파
제이미 파(Jamie Farr, 1934년 7월 1일 ~ )는 미국의 배우이다.

## 출연 작품

### 영화
- 1988년 스크루지 - 제이콥 말리 역 (특별출연)
- 1988년 런 틸 유 폴
- 1991년 메모리스 오브 M*A*S*H - 본인 / 코퍼럴 맥스웰 Q. 클린거 역
- 1994년 피어리스 타이거
- 2007년 그랜파 포 크리스마스 - 애덤 존슨 역

### 드라마
- 1998년 요절복통 70 쇼